# Camber alare

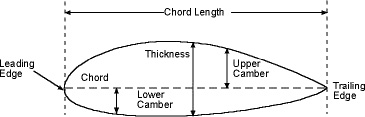
Camber rispetto alla corda alare.

Il camber alare definisce gli spessori di un profilo alare e la loro distribuzione (asimmetrica lungo la corda alare, simmetrica lungo la linea mediana alare).

## Dati generali
Il Camber di un profilo alare viene utilizzato per aumentare coefficiente di portanza massimo diminuendo così la velocità di stallo aerodinamico di un aeroplano rispetto ad un profilo alare simmetrico.
Variando il camber delle sezioni di un'ala si ottengono anche benefici in termini di controllabilità a regimi di velocità estremamente bassi. Il progettista infatti può ridurlo dalla radice alla punta dell'ala per aumentare via via che si procede verso le estremità alari l'angolo d'attacco critico cosicché all'avvicinarsi della velocità di stallo questo si presenti prima nella parte interna dell'ala che in quella esterna. Il beneficio ovviamente risiede nel fatto che gli alettoni mantengono l'efficienza anche in regimi di volo vicino allo stallo, e nel contempo fornisce maggiore resistenza all'entrata in vite.

Profilo classico (sopra) e profilo supercritico (sotto). L'onda d'urto transonica nel secondo è più piccola e spostata verso il bordo d'uscita.

Anche se storicamente è nato prima il camber positivo per i motivi suddetti legati allo stallo aerodinamico a bassa velocità, è ormai da anni invalso l'uso nella progettazione del camber negativo per i suoi vantaggi a velocità prossime a quelle trans e supersoniche. In questi profili, denominati profili supercritici il dorso dell'ala (estradosso) è appiattito rispetto ai profili classici, la parte posteriore si incurva in maniera più accentuata verso il bordo di uscita (high cambering) e il bordo di attacco è più spesso con un grande raggio di curvatura. All'avvicinarsi del regime trans-sonico questo disegno del profilo permette un rapporto portanza su resistenza più alto e ritarda l'insorgenza della resistenza d'onda, quindi permettono un minor consumo.
Un profilo alare asimmetrico genera portanza nulla quando si muova nel fluido parallelamente a un asse chiamato in inglese  zero-lift axis, o zero-lift line  (traducibile in italiano come asse a portanza nulla). Il coefficiente di portanza è uguale a zero quando è zero l'angolo di attacco  misurato relativamente a questa linea, essa risulta per ciò  matematicamente più comoda della corda alare nella descrizione dell'angolo d'attacco di un profilo alare camber. Per lo stesso motivo un profilo con camber non nullo produce portanza quando si muova parallelamente alla coda alare, e ovviamente in un profilo simmetrico quest'ultima e l'asse a portanza nulla coincidono.

## Definizione matematica
Anche se rispetto alla corda alare il camber è solitamente asimmetrico si identifica a questo scopo una curva chiamata linea mediana alare, o linea di camber, o di curvatura alare, come luogo dei punti equidistanti dal dorso e dal ventre del profilo, rispetto a questa il profilo è quindi simmetrico. Dalla linea mediana si definisce il camber alare come l'inviluppo delle circonferenze che hanno per centro i punti di questa. Individuando la funzione matematica di questa linea mediana il profilo si ottiene dall'insieme dei puntii estremi dei diametri perpendicolari ad essa.
Si indichi quindi con Z(x) la funzione che descrive l'andamento della linea mediana del profilo desiderato (in un profilo simmetrico la funzione sarà un segmento di retta e coincide con la corda alare) e con T(x) la funzione che descrive la variazione dello spessore alare lungo Z(x), si avrà in formula:
{\displaystyle P_{\text{sup}}(x)=Z(x)+{\frac {1}{2}}T(x)}
{\displaystyle P_{\text{inf}}(x)=Z(x)-{\frac {1}{2}}T(x)}
Dove {\displaystyle P_{\text{sup}}(x)} e {\displaystyle P_{\text{inf}}(x)} sono le curve che definiscono rispettivamente il dorso e il ventre del profilo alare.